# 诺勒伊
诺勒伊（法語：Noreuil，法語發音：[nɔʁœj]）是法国上法蘭西大區加来海峡省的一个市镇，属于阿拉斯区。

## 地理
诺勒伊（50°10'14"N, 2°56'4"E）面积4.79 平方千米，位于法国上法蘭西大區加来海峡省，该省份为法国北部沿海省份，西北濒北海，南至索姆省，东临北部省。
与诺勒伊接壤的市镇（或旧市镇、城区）包括：比勒库尔、埃库圣曼、拉尼库尔马塞尔、凯昂、里安库尔-莱卡尼库尔、沃-弗罗库尔。
诺勒伊的时区为UTC+01:00、UTC+02:00（夏令时）。

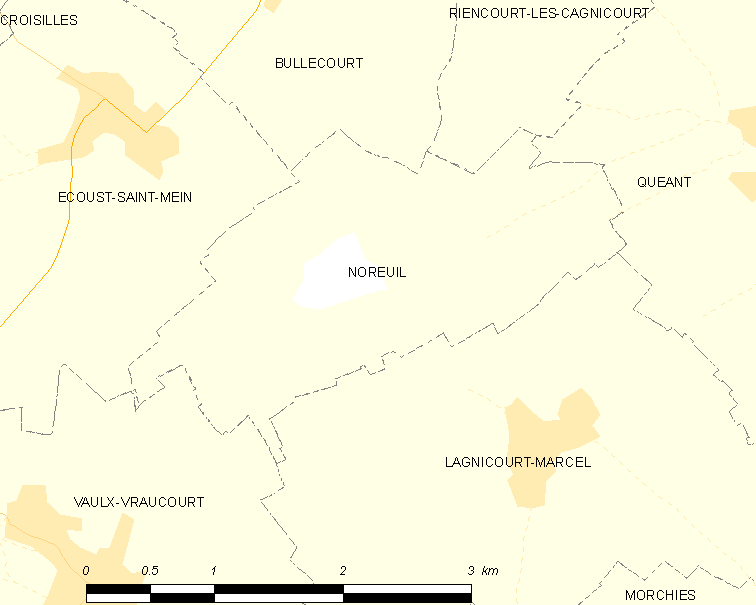
诺勒伊的OSM定位图

## 行政
诺勒伊的邮政编码为62128，INSEE市镇编码为62619。

## 政治
诺勒伊所属的省级选区为巴波姆县。

## 人口

1962-2008年间诺勒伊人口变化图示

诺勒伊于2022年1月1日时的人口数量为133人。